# Anna Kéthly
Anna Kéthly (* 16. November 1889 in Budapest, Österreich-Ungarn; † 7. September 1976 in Blankenberge in Belgien) war eine ungarische sozialdemokratische Politikerin.

## Leben
Kéthly arbeitete von 1917 an für die Magántisztviselők Országos Szövetsége („Landesvereinigung der Privatangestellten“), deren Vizepräsidentin sie später wurde. Ende 1919 begann sie, die sozialdemokratische Partei zu unterstützen. Unter anderem war sie Mitglied des Központi Nőszervező Bizottság („Zentrales Komitee von Frauenorganisationen“) und Redakteurin bei der Zeitschrift Nőmunkás („Arbeiterin“). Sie publizierte auch in der Tageszeitung Népszava („Stimme des Volkes“) und in den Szociáldemokrata Füzetek („Sozialdemokratische Hefte“). Im Jahr 1920 trat sie offiziell in die Magyar Szociáldemokrata Párt („Sozialdemokratische Partei Ungarns“, MSZDP) ein. Mit ihrer politischen Aktivität erwarb sie Respekt und Einfluss in ihrer Partei. Von 1922 bis 1948 war sie Mitglied des Parteivorstands. Während dieser Zeit saß sie auch im Parlament.
Während des Zweiten Weltkriegs unterstützte sie die bürgerliche Opposition und den Zusammenschluss der Arbeiterparteien. Nach 1945 wurde sie Leiterin des rechten Flügels der Partei. Seit der Wahlniederlage der kommunistischen Partei im November 1945 wurden die ungarischen Parteien zunehmend von sowjetischer Seite infiltriert, die mit Methoden wie der Salamitaktik oder Blauen Stimmzetteln schließlich im Jahr 1949 das Ziel erreichte, dass die Partei der Ungarischen Werktätigen (MDP) als einzige zu den Wahlen zugelassen war. Als Kéthly sich im März 1948 gegen die Vereinigung der beiden Arbeiterparteien stellte, wurde sie aus der Partei ausgeschlossen.

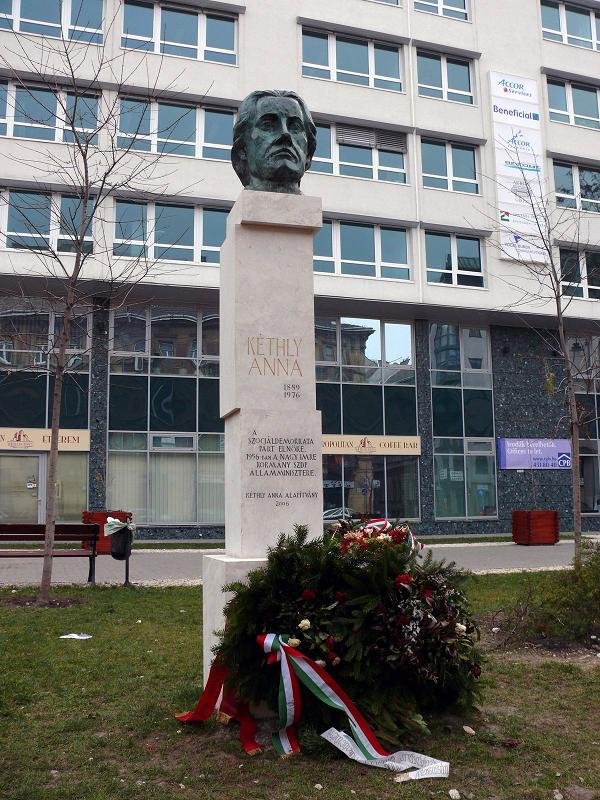
Statue am Anna Kéthly Platz im Budapester Stadtteil Erzsébetváros (Elisabethstadt)

Mit der Machtübernahme begann der Staatsterror unter dem Stalinisten Mátyás Rákosi. Anna Kéthly wurde verhaftet und zu lebenslanger Gefängnisstrafe verurteilt. Im Jahr 1954 erhielt sie jedoch durch eine Amnestie die Freiheit zurück. Zwei Jahre später, während des ungarischen Volksaufstands arbeitete sie intensiv an der Neuorganisation der sozialdemokratischen Partei mit. Am 31. Oktober 1956 wurde sie deren Parteichefin. Am 2. November wurde sie Staatsministerin in der Regierung von Imre Nagy und praktisch dessen Vize-Ministerpräsidentin. Nach der Niederschlagung des Aufstands reiste sie 1957 zum Kongress der Zweiten Internationale nach Wien und kehrte bis zu ihrem Tod nicht mehr nach Ungarn zurück. 
Im belgischen Exil leitete sie den Magyar Forradalmi Tanács („Rat der ungarischen Revolution“). Nach ihrer Emigration war sie sieben Jahre lang Herausgeberin der in London erscheinenden Népszava. István Bibó zufolge, der ebenfalls in der Regierung von Imre Nagy ein Ministeramt gehabt hatte, war sie die einzige authentische Vertreterin dieser Regierung im Ausland.
Im Oktober 1990 wurde ihre Asche auf den Új köztemető in Budapest überführt.